# Legislature del Regno di Sardegna
Tra il 1848 e il 1860 nel Regno di Sardegna si ebbero sette legislature con elezioni per il rinnovo della Camera dei deputati.

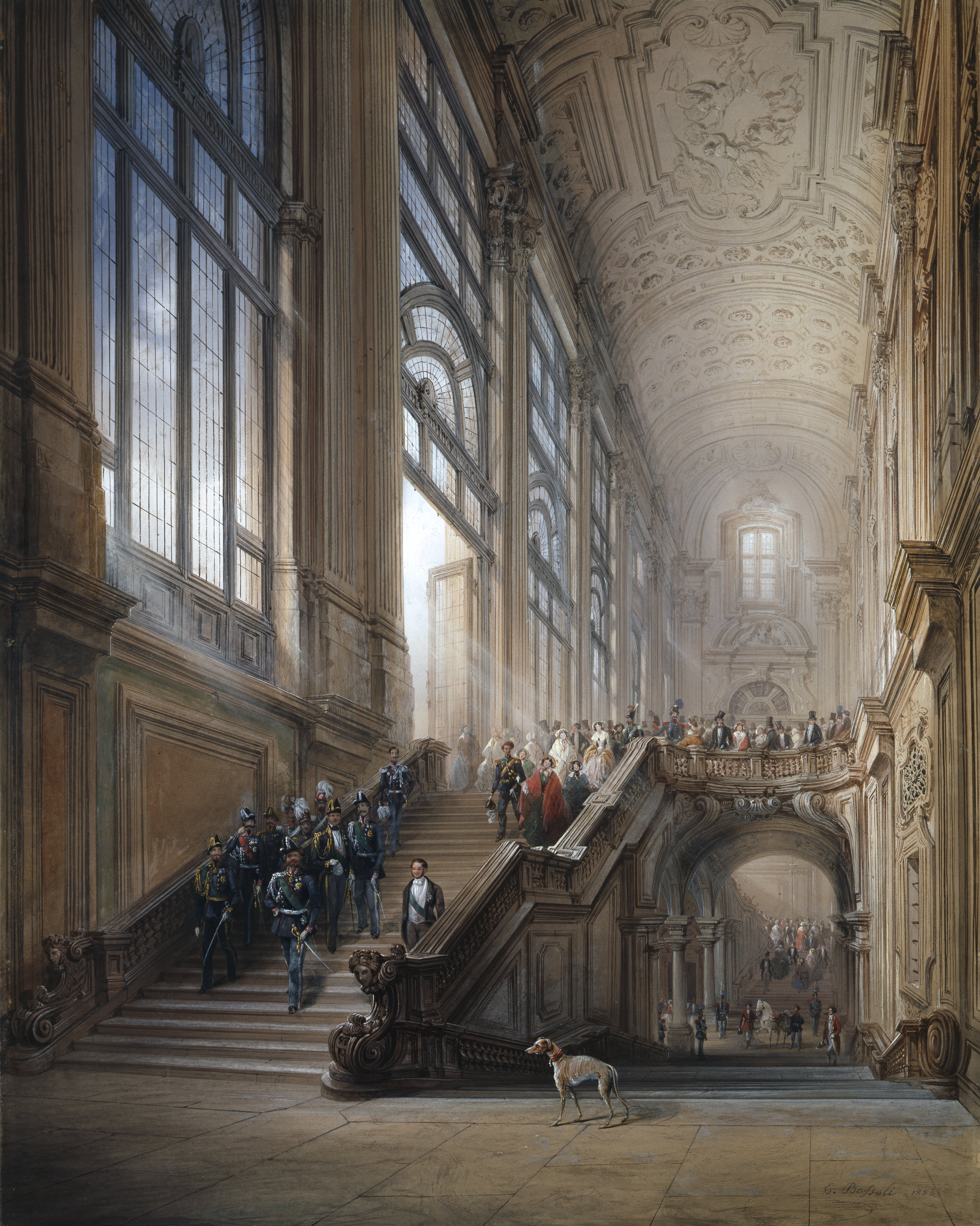
Re Vittorio Emanuele II, Cavour, i Ministri e la Corte scendono lo scalone di Palazzo Madama dopo l'inaugurazione della V Legislatura subalpina, 1853

Il Senato del Regno non era elettivo, ma i suoi membri erano nominati dal re.

## Elenco
| Legislatura     | Elezioni                 | Elezioni      | Elezioni                        | Parlamento       | Parlamento       | Presidente della Camera        | Presidente del Senato      |
| Legislatura     | Data                     | Collegi       | Dettagli                        | Convocazione     | Scioglimento     | Presidente della Camera        | Presidente del Senato      |
| --------------- | ------------------------ | ------------- | ------------------------------- | ---------------- | ---------------- | ------------------------------ | -------------------------- |
| I legislatura   | 27 aprile 1848           | 204 (poi 222) | Elezioni per la I legislatura   | 8 maggio 1848    | 30 dicembre 1848 | Vincenzo Gioberti              | Gaspare Coller             |
| II legislatura  | 22 gennaio 1849          | 222           | Elezioni per la II legislatura  | 1º febbraio 1849 | 30 marzo 1849    | Lorenzo Pareto                 | Giuseppe Manno             |
| III legislatura | 15 e 22 luglio 1849      | 204           | Elezioni per la III legislatura | 30 luglio 1849   | 20 novembre 1849 | Lorenzo Pareto                 | Giuseppe Manno             |
| IV legislatura  | 9, 10 e 11 dicembre 1849 | 204           | Elezioni per la IV legislatura  | 20 dicembre 1849 | 20 novembre 1853 | Pier Dionigi Pinelli           | Giuseppe Manno             |
| IV legislatura  | 9, 10 e 11 dicembre 1849 | 204           | Elezioni per la IV legislatura  | 20 dicembre 1849 | 20 novembre 1853 | Urbano Rattazzi                | Giuseppe Manno             |
| IV legislatura  | 9, 10 e 11 dicembre 1849 | 204           | Elezioni per la IV legislatura  | 20 dicembre 1849 | 20 novembre 1853 | Carlo Bon Compagni di Mombello | Giuseppe Manno             |
| V legislatura   | 8 e 11 dicembre 1853     | 204           | Elezioni per la V legislatura   | 19 dicembre 1853 | 25 ottobre 1857  |                                | Giuseppe Manno             |
| V legislatura   | 8 e 11 dicembre 1853     | 204           | Elezioni per la V legislatura   | 19 dicembre 1853 | 25 ottobre 1857  | Carlo Cadorna                  | Cesare Alfieri di Sostegno |
| VI legislatura  | 15 e 18 novembre 1857    | 204           | Elezioni per la VI legislatura  | 14 dicembre 1857 | 21 gennaio 1860  | Carlo Cadorna                  | Cesare Alfieri di Sostegno |
| VI legislatura  | 15 e 18 novembre 1857    | 204           | Elezioni per la VI legislatura  | 14 dicembre 1857 | 21 gennaio 1860  | Urbano Rattazzi                | Cesare Alfieri di Sostegno |
| VII legislatura | 25 e 29 marzo 1860       | 387           | Elezioni per la VII legislatura | 2 aprile 1860    | 17 dicembre 1860 | Giovanni Lanza                 | Cesare Alfieri di Sostegno |

## Legge elettorale
Le prime elezioni si svolsero il 27 aprile 1848, dopo la promulgazione dello Statuto da parte del re Carlo Alberto (4 marzo) e l'emanazione del Regio editto sulla legge elettorale del 17 marzo 1848 n. 680.
L'elettorato poteva essere esercitato solamente dai maschi in possesso di una serie di requisiti: età non inferiore ai 25 anni, saper leggere e scrivere, pagamento di un censo di 40 lire.
Al voto erano ammessi, anche non pagando l'imposta stabilita, i cittadini che rientravano in determinate categorie: magistrati, professori, ufficiali.
I deputati, in numero di 204, erano eletti in altrettanti collegi uninominali.
Questa normativa elettorale, parzialmente modificata dalla legge del 20 novembre 1859, n. 3778, emanata durante la seconda guerra di indipendenza dal governo Rattazzi in virtù dei pieni poteri, rimase sostanzialmente inalterata dal 1848 al 1882.»
(Sito della Camera dei Deputati)

### Sistema elettorale dal 1848
In base alla legge elettorale del 1848, il meccanismo di elezione dei deputati era regolato dai seguenti articoli:
64. La distribuzione dei Collegi elettorali è regolata nel modo apparente dalla Tabella B annessa alla presente legge, e che fa parte di essa.
[...]
92. Alla prima votazione niuno s'intende eletto, se non riunisce in suo favore più del terzo delle voci del total numero dei Membri componenti il Collegio, e più della metà dei suffragi dati dai votanti presenti all'adunanza.
93. Dopo la prima votazione, dove niuna elezione sia seguita, l'Ufficio in persona del Presidente proclama i nomi dei due Candidati che ottennero il maggior numero de' suffragi, e si procede ad una seconda votazione nel modo avanti espresso.
In questa votazione i suffragi non potranno cadere se non sopra l'uno o l'altro dei due or detti Candidati.
La nomina seguirà in capo a quello dei due Candidati che avrà in suo favore il maggior numero dei voti validamente espressi.
94. A parità di voti il maggiore d'età fra i concorrenti otterrà la preferenza.»
(Legge elettorale 17 marzo 1848)

### Sistema elettorale dal 1859
In base alle modifiche apportate nel 1859 alla legge elettorale del 1848, il meccanismo di elezione dei deputati era regolato dai seguenti articoli:
Il numero dei Deputati per tutto il Regno è di 260 distribuiti per Provincia nel modo seguente:
Quella di Alessandria ne elegge N° 21; – quella di Annecy N° 8; – quella di Bergamo N° 12; – quella di Brescia n° 16; – quella di Cagliari N° 12; – quella di Chambéry N° 10; – quella di Como N° 15; – quella di Cremona N° 11; – quella di Cuneo N° 20; – quella di Genova N° 22; – quella di Milano N° 30; – quella di Nizza N° 8; – quella di Novara N° 19; – quella di Pavia N° 14; – quella di Sassari N° 7; – quella di Sondrio N° 4; – quella di Torino N° 31.
La distribuzione dei Collegi elettorali è regolata in ciascuna Provincia per Circondarii nel modo apparente dalla Tabella annessa alla presente Legge, e che fa parte di essa.
[...]
Art. 91. Alla prima votazione niuno s'intende eletto, se non riunisce in suo favore più del terzo dei voti del total numero dei Membri componenti il Collegio, e più della metà dei suffragi dati dai votanti presenti all'adunanza.
Art. 92. Dopo la prima votazione, dove niuna elezione sia seguita, l'Uffizio in persona del Presidente proclama i nomi dei due Candidati che ottennero il maggior numero de' suffragi, e si procede nel giorno che in previsione di questo caso sarà fissato nel Decreto di convocazione ad una seconda votazione nel modo avanti espresso.
L'intervallo tra l'una e l'altra votazione non potrà mai essere maggiore di otto giorni.
Nell'ultima votazione i suffragi non potranno cadere se non sopra l'uno o l'altro dei due or detti Candidati.
La nomina seguirà in capo a quello dei due Candidati che avrà in suo favore il maggior numero dei voti validamente espressi.
Art. 93. A parità di voti il maggiore d'età fra i concorrenti otterrà la preferenza.»
(Riforma della Legge elettorale del 17 marzo 1848)